# Comm
comm (abbreviazione dalla lingua inglese di common, in comune) è un comando dei sistemi operativi Unix e Unix-like, e più in generale dei sistemi POSIX, che legge due file di testo le cui linee sono ordinate e mostra sullo standard output le linee in comune e le linee presenti solo in uno dei due file. È un tipo di filtro.
Per ordinare i file da usare con comm si può usare il comando sort.
In generale, per trovare le differenze tra due file di testo si può usare il comando diff.

## Sintassi
La sintassi generale di comm è la seguente:
```
comm [
opzioni
] [--] 
file1
 
file2
```

I parametri file indicano i nomi dei file da esaminare, che devono essere già ordinati. Uno dei due parametri può anche essere un trattino ("-"), indicando in quel caso che vanno letti i dati dallo standard input.
Il doppio trattino -- (facoltativo) indica che i parametri successivi non sono da considerarsi opzioni.
Il comportamento predefinito prevede di un formato di output su tre colonne, che rispettivamente contengono:
1. le linee presenti solo nel primo file;
2. le linee presenti solo nel secondo file.
3. le linee presenti in entrambi i file;

Tra le opzioni vi sono:
-1Non visualizza la colonna con le linee presenti solo nel primo file.
-2Non visualizza la colonna con le linee presenti solo nel secondo file.
-3Non visualizza la colonna con le linee comuni a entrambi i file.

## Esempi
Partendo due file di testo contenenti le seguenti linee (ordinate):
file1.txt:
```
arancio
banana
carota
```

file2.txt:
```
arancio
banana
banana
zucchine
```

Mostra le linee presenti in solo uno dei due file e quelle presenti in entrambi (notare che banana è riportata sia come presente in entrambi i file che come presente solo nel secondo file, perché è ripetuta più volte nel secondo file):
```
$ 
comm file1.txt file2.txt

		arancio
		banana
	banana
carota
	zucchine
```

Mostra solo le linee presenti in entrambi i file:
```
$ 
comm -12 file1.txt file2.txt

arancio
banana
```

Mostra le linee presenti solo nel primo file:
```
$ 
comm -23 file1.txt file2.txt

carota
```

Mostra le linee presenti solo nel secondo file (banana viene indicato perché si riferisce alla seconda ripetizione, che non è presente nel primo file):
```
$ 
comm -13 file1.txt file2.txt
 
banana
zucchine
```